# Pseudofabriciola californica
Pseudofabriciola californica är en ringmaskart som beskrevs av Fitzhugh 1991. Pseudofabriciola californica ingår i släktet Pseudofabriciola och familjen Sabellidae. Inga underarter finns listade i Catalogue of Life.